# Vikersund Station
Vikersund Station (Vikersund stasjon) er en jernbanestation på Randsfjordbanen, der ligger i byområdet Vikersund i Modum kommune i Norge. Den betjenes af Bergensbanens tog mellem Oslo og Bergen og er desuden udgangspunkt for veteranbanen Krøderbanen.
Stationen blev åbnet for ekspedition af tog, passagerer og gods 15. november 1866, to år før Randsfjordbanen mellem Drammen og Randsfjord stod færdig i sin fulde længde. Fra starten hed stationen Vikersund, men det blev ændret til Vikesund i april 1894 og tilbage igen 1. juli 1939. 24. september 1974 blev den nedgraderet til fjernstyret station, der kun var bemandet for ekspedition af passagerer og gods. Bemandingen blev inddraget 28. september 1999, og 7. januar 2001 mistede den al betjening. Siden 6. januar 2002 har den dog igen været betjent af enkelte tog. Det er nu Bergensbanens tog, der står for trafikken, idet de blev omlagt via Randsfjordbanen og Vikersund i stedet for Roa i 1980'erne.
Krøderbanen mellem Vikersund og Krøderen blev åbnet 28. november 1872. Persontrafikken på banen ophørte i 1958, mens godstrafikken blev indstillet 1. marts 1985. Banen er efterfølgende blevet drevet som veteranbane af Norsk Jernbaneklubb, der kører på den i sommermånederne.